# آو (وزر)
آو (به آلمانی: Bückeburger Aue) یک رود در آلمان است که در نیدرزاکسن واقع شده‌است.